# Shuji Nakamura
Shuji Nakamura (n. 22 mai 1954, Ikata⁠(d), Prefectura Ehime, Japonia) este profesor la Universitatea din California, Santa Barbara (UCSB) și unul dintre inventatorii LED-ului albastru. Împreună cu Isamu Akasaki și Hiroshi Amano, a fost distins cu Premiul Nobel pentru Fizică 2014, „pentru inventarea de LED-uri albastre eficiente, care a permis surse de lumină albă intense și economice”.